# Palpares karrooanus
Palpares karrooanus är en insektsart som beskrevs av Louis Albert Péringuey 1910. Palpares karrooanus ingår i släktet Palpares och familjen myrlejonsländor. Inga underarter finns listade i Catalogue of Life.